# Шальк и Копф против Австрии
Шальк и Копф против Австрии (англ. Schalk and Kopf v Austria) — первое дело в Европейском суде по правам человека, в котором рассматривалось право людей одного пола на заключение брака. Принятое 24 июня 2010 года решение не признало такого права, однако суд впервые в своей практике постановил, что «совместное проживание однополой пары в стабильных отношениях подпадает под понятие „семейная жизнь“» в соответствии с 8-й статьей Европейской конвенции по правам человека.
Подача этого иска в ЕСПЧ привело к тому, что парламент Австрии превентивно принял закон о гражданских партнёрствах, давший однополым семьям большинство брачных прав.
Вывод суда в данном деле затем повторился в целом ряде решений («Валлианатос против Греции» (2013), «Олиари против Италии» (2015), «Новрук против России» (2016)) и послужил важной вехой в мировой дискуссии вокруг прав однополых семей.